# Paradise (série de televisão)
Paradise é uma série de televisão norte-americana de suspense político criada por Dan Fogelman e estrelada por Sterling K. Brown, Julianne Nicholson e James Marsden. Foi lançada no Hulu nos Estados Unidos em 26 de janeiro de 2025. A série recebeu críticas geralmente positivas dos críticos. Em fevereiro de 2025, a série foi renovada para uma segunda temporada. No Brasil a série é exibida pelo Disney+.

## Premissa
A série acompanha o agente do Serviço Secreto dos Estados Unidos, Xavier Collins, enquanto ele busca descobrir a verdade por trás do assassinato do Presidente dos Estados Unidos. À medida que Xavier se torna suspeito pela morte do Presidente Bradford, ele busca respostas sobre o que realmente aconteceu e não tem certeza em quem pode confiar, pois suas perguntas levam a muitas revelações chocantes.

## Elenco

### Principal
- Sterling K. Brown como Agente Especial Xavier Collins
- Julianne Nicholson como Samantha "Sinatra" Redmond
- Sarah Shahi como Dr. Gabriela Torabi
- Nicole Brydon Bloom como Agente Especial Jane Driscoll
- Aliyah Mastin como Presley Collins
- Percy Daggs IV como James Collins
- James Marsden como Presidente Cal "Wildcat" Bradford

### Recorrente
- Jon Beavers como Agente Especial Billy Pace
- Krys Marshall como Agente Especial Nicole Robinson
- Cassidy Freeman como Primeira-Dama Jessica Bradford
- Gerald McRaney como Kane Bradford
- Richard Robichaux como Carl
- Matt Malloy como Henry Baines

## Produção
Em abril de 2023, foi anunciado que a Hulu havia encomendado a série pela 20th Television escrita por Dan Fogelman, que também é produtor executivo via Rhode Island Ave. Produções, juntamente com Jess Rosenthal. Sterling K. Brown e John Hoberg também são produtores executivos. Também foi anunciado que Brown estrelaria a série.
Em fevereiro de 2024, James Marsden foi escalado como presidente, com Julianne Nicholson e Sarah Shahi também se juntando ao elenco. Em novembro de 2024, Nicole Brydon Bloom, Aliyah Mastin e Percy Daggs IV se juntaram ao elenco. Em fevereiro de 2025, o Hulu renovou a série para uma segunda temporada.
As filmagens começaram sob o título ‘’Paradise City’’ em Los Angeles em fevereiro de 2024.

## Lançamento
Hulu lançou o primeiro episódio da série no início do dia 26 de janeiro de 2025. Era originalmente definido para estrear com os três primeiros episódios em 28 de janeiro de 2025. Internacionalmente, a série foi lançada no Disney+.

## Episódios

### 1.ª temporada (2025)
| N.º na série | N.º na temp. | Título                               | Dirigido por               | Escrito por                 | Lançamento              |
| ------------ | ------------ | ------------------------------------ | -------------------------- | --------------------------- | ----------------------- |
| 1            | 1            | "Wildcat is Down"                    | Glenn Ficarra & John Requa | Dan Fogelman                | 26 de janeiro de 2025   |
| 2            | 2            | "Sinatra"                            | Glenn Ficarra & John Requa | Dan Fogelman & Katie French | 28 de janeiro de 2025   |
| 3            | 3            | "The Architect of Social Well-Being" | Gandja Monteiro            | Jason Wilborn               | 28 de janeiro de 2025   |
| 4            | 4            | "Agent Billy Pace"                   | Gandja Monteiro            | Scott Weinger               | 4 de fevereiro de 2025  |
| 5            | 5            | "In the Palaces of Crowned Kings"    | Hanelle Culpepper          | Stephen Markley             | 11 de fevereiro de 2025 |
| 6            | 6            | "You Asked for Miracles"             | Hanelle Culpepper          | Gina Lucita Monreal         | 18 de fevereiro de 2025 |
| 7            | 7            | "The Day"                            | Glenn Ficarra & John Requa | John Hoberg                 | 25 de fevereiro de 2025 |
| 8            | 8            | "The Man Who Kept the Secrets"       | Glenn Ficarra & John Requa | Nadra Widatalla             | 4 de março de 2025      |

## Recepção
No site agregador de críticas Rotten Tomatoes, 81% das 59 resenhas dos críticos são positivas, com uma classificação média de 6.5/10. O consenso do site diz: "Repleto de conceitos e temas inebriantes, Paradise é uma reunião sobrecheada, mas viciantemente ambiciosa, de Sterling K. Brown e do criador Dan Fogelman."
O Metacritic, que usa uma média ponderada, atribuiu ao série uma pontuação de 69 em 100, baseado em 34 críticos, indicando críticas "geralmente favoráveis".